# 隱私強化技術
隱私強化技術（英語：Privacy-enhancing technologies, PETs）， 廣義上，泛指所有保護資料隱私或機敏的技術，如假名化；隱私強化技術協助使用者保护其提供給個別服務或應用程序的個人資訊（英語：personally identifiable information, PII）。 依照歐盟數據保護指令，隱私強化技術是一套融貫的資通訊措施，在不減少系統功能的同時，消除、減少或不處理使用者的個人資訊，以保護隱私。 
依照是否使用第三方信任（英語：the trust of the third-parties），可將隱私強化技術分为使用第三方信任的軟隱私強化技術（英語：Soft privacy technologies），或不使用的硬隱私強化技術（英語：Hard privacy technologies）。

## 目標
隱私強化技術保护个人資訊，以向使用者確保两項關鍵的隐私：
1. 使用者的資訊是保密的，且任何持有使用者個人資訊的組織，需優先確保資料保護。
2. 使用者對自己向線上服務提供商（英語：online service providers）、商家或其他使用者提供的資訊，可以採取一項或多項行动，即資訊自主權（英語：online service providers）。

隱私強化技術，需最大限度地减少服务提供商和商家收集使用的個人資訊，透過假名或匿名化数据提供匿名性，并努力確保使用者在向在线服务提供商和商家提供個人資訊时享有知情同意。 在隐私協商中，消費者與服務提供商建立、維持與改善隱私政策，透過開放選項，使隱私權政策成為一種量身訂做的協議。藉此，在如何向服務提供商與商家提供個人資訊方案，有了協商的可能性。在協商中，交易伙伴可以為收集處理使用者的個人資訊提供金钱或非金钱的奖励。
隱私強化技術，提供線上服務提供商、商家或保險商遠端審核條款的執行，允许使用者记录、存档和轉移其個人資訊，包括已转移的資訊、決定何时转移、转移给谁，以及转移的條件，便利使用者查核、更正和删除個人資訊的合法权利。隱私強化技術為消费者或在意隱私的人提供隐藏个人身份的机会，透過掩盖、偽數據或匿名身份遮掩個人資訊。

### 各隱私強化技術
- 假名化
- K-匿名化
- Pem格式
- 身份自主權
- 同态加密
- 可搜尋加密
- 差分隱私
- 安全多方運算
- 零知識證明
- 可信執行環境
- 聯合學習
- 合成資料

### 文獻
- van Blarkom, G.W.; Borking, J.J.; Olk, J.G.E. . 2003. ISBN 978-90-74087-33-9.
- Cánovas Sanchez, Jose Luis; Bernal Bernabe, Jorge; Skarmeta, Antonio. . IEEE Access. 2018, 6: 4767–4778. Bibcode:2018IEEEA...6.4767S. doi:10.1109/ACCESS.2017.2788464 .
- Preibusch, Sören. . DIW Berlin. 2005.

### 註腳
1. ↑  . 中華民國數位發展部. 2024.
2. ↑  "PETs are a coherent system of ICT measures protecting informational privacy (in accordance with European Directive 95/46/EC and the WBP) by eliminating or minimising personal data or by preventing the unnecessary or unwanted processing of such data, without compromising the functionality of the information system."(van Blarkom, Borking & Olk 2003)
3. ↑  Deng, Mina; Wuyts, Kim; Scandariato, Riccardo; Preneel, Bart; Joosen, Wouter.  (PDF). Requirements Engineering. 2011-03-01, 16 (1): 332  [2019-12-06]. ISSN 1432-010X. S2CID 856424. doi:10.1007/s00766-010-0115-7. （原始内容存档 (PDF)于2017-09-22）.
4. ↑  . PRIME - Privacy and Identity Management for Europe. （原始内容存档于2016-10-26） （英语）.
5. ↑  .   [2009-08-08]. （原始内容存档于2020-04-13）.